# شفاعة
الشفاعة هي التوسط للغير في جلب المنفعة أو دفع المضرة في يوم الحساب، وهي ملك لله وحده لما جاء في القرآن ﴿قُلْ لِلَّهِ الشَّفَاعَةُ جَمِيعًا لَهُ مُلْكُ السَّمَاوَاتِ وَالْأَرْضِ ثُمَّ إِلَيْهِ تُرْجَعُونَ ۝٤٤﴾، ولها ثلاثة شروط في الإسلام وهي: «رضا الله عن الشافع ﴿وَكَمْ مِنْ مَلَكٍ فِي السَّمَاوَاتِ لَا تُغْنِي شَفَاعَتُهُمْ شَيْئًا إِلَّا مِنْ بَعْدِ أَنْ يَأْذَنَ اللَّهُ لِمَنْ يَشَاءُ وَيَرْضَى ۝٢٦﴾، رضا الله عن المشفوع له ﴿يَعْلَمُ مَا بَيْنَ أَيْدِيهِمْ وَمَا خَلْفَهُمْ وَلَا يَشْفَعُونَ إِلَّا لِمَنِ ارْتَضَى وَهُمْ مِنْ خَشْيَتِهِ مُشْفِقُونَ ۝٢٨﴾ [الأنبياء:28]، إذن الله للشافع أن يشفع (مَن ذَا الَّذِي يَشْفَعُ عِنْدَهُ إِلاَّ بِإِذْنِهِ)»
وأقسامها منها ما يخص النبي محمد فقط وهي: الشفاعة الكبرى، وشفاعة الرسول لأهل الجنة لدخول الجنة، شفاعة الرسول في دخول الناس من أمته الجنة بغير حساب، والقسم الثاني الشفاعة العامة تخص الرسول وغيره من المسلمين وهي: الشفاعة لأناس قد دخلوا النار في أن يخرجوا منها، والشفاعة لأناس قد استحقوا النار في أن لا يدخلوها، والأخير الشفاعة لأناس من أهل الإيمان قد استحقوا الجنة أن يزدادوا رفعة ودرجات في الجنة.

## الشفاعة في نص القرآن
دليلها في القرآن الكريم:
| شفاعة | وَلَا يَشْفَعُونَ إِلَّا لِمَنِ ارْتَضَى | شفاعة |

| شفاعة | فَمَا تَنفَعُهُمْ شَفَاعَةُ الشَّافِعِينَ | شفاعة |

| شفاعة | فما تنفعهم شفاعة الشافعين | شفاعة |

| شفاعة | ما للظالمين من حميم ولا شفيع يطاع | شفاعة |

## الشفاعة عندالشيعةالإمامية
إنّ الشفاعة من ضروريات مذهب التشيع، وكان أئمة أهل البيت يجاهرون بذلك، وقد اهتموا به في أحاديثهم اهتمامًا بالغًا لا يوجد له مثيل إلاّ في موضوعات خاصة تتمتع بالأهمية القصوى.
تعتقد الشيعة الإمامية بشفاعة النبي محمد على نحو إسقاط عقاب العاصي. يقول العلامة الطباطبائي: «إنّ الشفاعة تكون في آخر موقف من مواقف يوم القيامة حيث يطلب فيها الشفيع المغفرة- فيحول دون دخول المشفوع له النّار، أو إخراج بعض من كان داخلًا فيها، باتساع الرحمة أو ظهور الكرامة.»
وللشفاعة شروط كي تكون مقبولة:
- أن تكون بإذن اللّه: حسب قوله تعالى: ﴿مَنْ ذَا الَّذِي يَشْفَعُ عِنْدَهُ إِلَّا بِإِذْنِهِ﴾.
- من قِبَل أفراد الذين أذن الله لهم للشفاعة: حسب قوله: ﴿يَوْمَئِذٍ لَا تَنْفَعُ الشَّفَاعَةُ إِلَّا مَنْ أَذِنَ لَهُ الرَّحْمَنُ وَرَضِيَ لَهُ قَوْلًا ۝١٠٩﴾.

تستدل الشيعة بالآيات القرآنية والروايات التي وردت عندهم بأن الشفاعة تكون لرسول الله وأهل بيته وسائر الأنبياء والعلماء والشهداء والمؤمنون الصالحون.
- رضا الله عن المشفوع له: حسب قوله: ﴿وَلَا يَشْفَعُونَ إِلَّا لِمَنِ ارْتَضَى﴾، وقوله: ﴿وَكَمْ مِنْ مَلَكٍ فِي السَّمَاوَاتِ لَا تُغْنِي شَفَاعَتُهُمْ شَيْئًا إِلَّا مِنْ بَعْدِ أَنْ يَأْذَنَ اللَّهُ لِمَنْ يَشَاءُ وَيَرْضَى ۝٢٦﴾.

شفاعة الشافعين مشروطة بوجود مؤهلات في المشفوع وكما يستفاد من الآيات القرآنية يجب عليهم أن تكون أعمالهم مرضية عند الله ومن الواضح أنه ليس المراد بأن تكون أعماله كلها مرضية، فإنه لو كان كذلك لما احتاج للشفاعة بل المراد أن يكون الشخص نفسه مرضيًا من حيث دينه وإيمانه.
وحسب الشروط التي جاءت في الروايات يجب على المشفوع أن يكون مسلمًا ومومنًا، وأن يكون محبًّا لأهل البيت ولا ناصبًا لهم العداء، وأن لا يكون مستخفًا بالصلاة وإلى ذلك.
وأمّا الأحاديث الموجودة حول الشفاعة فهي كثيرة منها:
- روى ابن شهر آشوب:

| شفاعة | قال رسول الله (صلى الله عليه وآله وسلم): " إنّي لأشفع يوم القيامة وأُشفّع. ويشفع عليٌّ فيُشفّع، ويشفع أهل بيتي فيشفّعون." | شفاعة |

| شفاعة | عن ابن عباس قال: أول من يشفع يوم القيامة في أمته رسول الله (صلى الله عليه وسلم)، وأول من يشفع في أهل بيته وولده أمير المؤمنين، وأول من يشفع في الروم المسلمين صهيب، وأول من يشفع في مؤمني الحبشة بلال. | شفاعة |

- وروى الشيخ الصدوق:

| شفاعة | قال علي (عليه السلام): " لنا شفاعة ولأهل مودّتنا شفاعة " | شفاعة |

- روى الكليني: | شفاعة | ـ قال موسى بن جعفر الكاظم (عليهما السلام): " لمّا حضر أبي (جعفر بن محمد) الوفاة قال لي: يا بني انّه لا ينال شفاعتنا من استخفّ بالصلاة | شفاعة |

## الشفاعة عندأهل السنة
روى البخاري: 

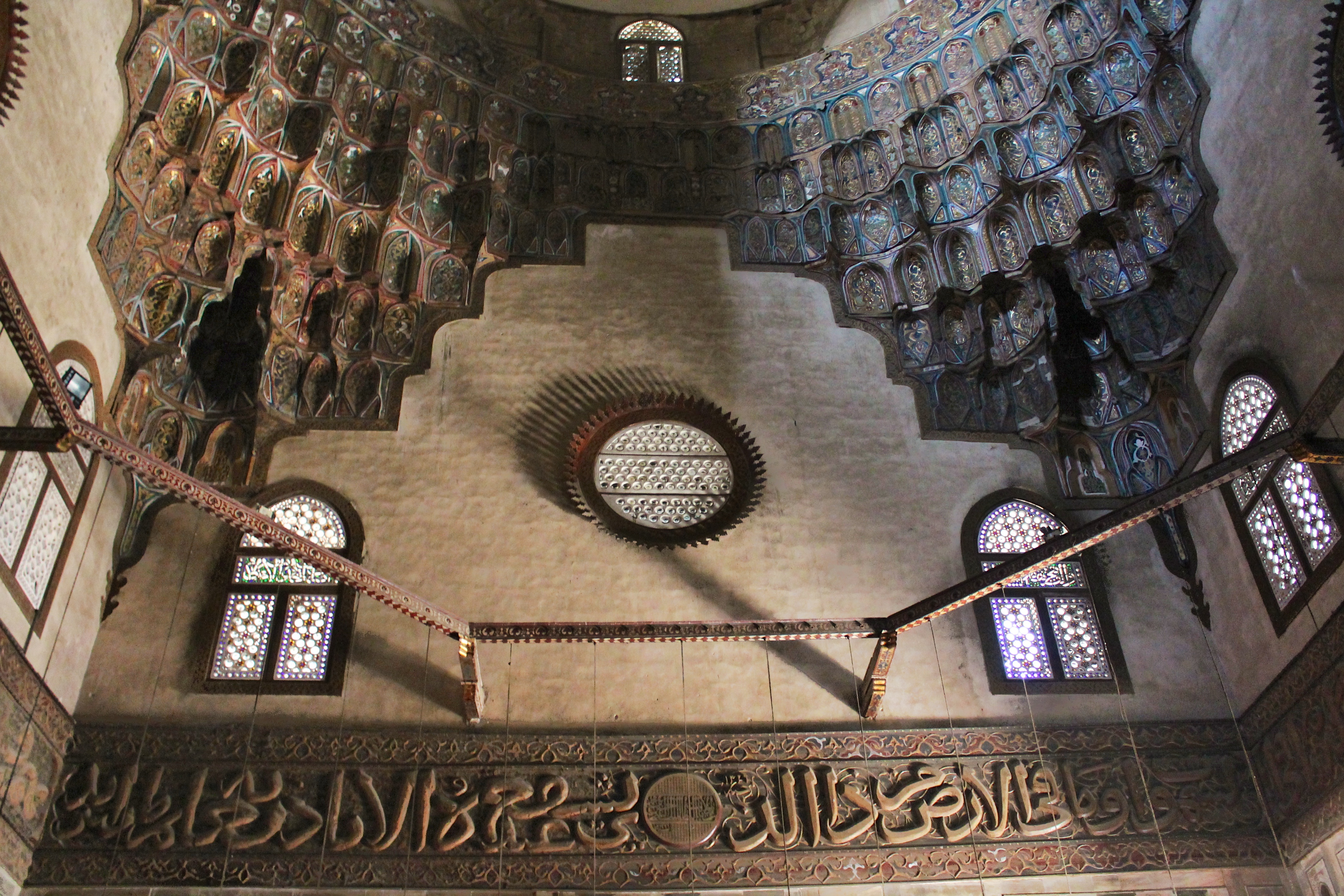
«من ذا الذي يشفع عنده إلا بإذنه» - جزء من آية الكرسي - في مسجد السلطان حسن

| شفاعة | من قال حين يسمع النداء : اللهم ربَّ هذه الدعوة التامة والصلاة القائمة آت محمداً الوسيلة والفضيلة، وابعثه مقاماً محموداً الذي وعدته، حلّت له شفاعتي يوم القيامة. | شفاعة |

أدلة الشفاعة الواردة في القرآن أدلة عامة غير مفصلة، تدل بمجملها على ثبوت الشفاعة يوم القيامة، وقد جاءت الأحاديث النبوية مصرحة بذلك، فمن تلك الأحاديث:
روى النسائي:
1- 
| شفاعة | عن جابر بن عبد الله قال : قال رسول الله صلى الله عليه وآله وسلّم: (أعطيت خمساً لم يعطهّن أحدٌ قبلي… وأعطيت الشفاعة ولم يعط نبيٌّ قبلي…) | شفاعة |

2- روى أحمد بن حنبل:
| شفاعة | من صلّى على محمد وقال : اللهم انزله المقعد المقرّب عندك يوم القيامة وجبت له شفاعتي. | شفاعة |

دلائل الشفاعة:
3- حديث أبي هريرة، قال: قال رسول الله: (لكل نبي دعوة مستجابة، فتعجل كل نبي دعوته، وإني اختبأت دعوتي شفاعة لأمتي يوم القيامة، فهي نائلة - إن شاء الله - من مات من أمتي لا يشرك بالله شيئا) رواه مسلم.
4- حديث أبي سعيد الخدري، قال: قال رسول الله: (أما أهل النار الذين هم أهلها، فإنهم لا يموتون فيها ولا يحيون، ولكن ناس أصابتهم النار بذنوبهم - أو قال – بخطاياهم، فأماتهم إماتة، حتى إذا كانوا فحما أذن بالشفاعة، فجيء بهم ضبائر ضبائر – أي جماعات - فبثوا على أنهار الجنة، ثم قيل: يا أهل الجنة أفيضوا عليهم، فينبتون نبات الحبة تكون في حميل السيل) رواه مسلم.
5- حديث جابر بن عبد الله قال: سمعت رسول الله يقول: (إن شفاعتي يوم القيامة لأهل الكبائر من أمتي) رواه الترمذي وأبو داود.
4- حديث أنس بن مالك أن رسول الله قال: (يخرج من النار من قال لا إله إلا الله وفي قلبه وزن شعيرة من خير، ويخرج من النار من قال لا إله إلا الله وفي قلبه وزن برة من خير، ويخرج من النار من قال لا إله إلا الله وفي قلبه وزن ذرة من خير) رواه البخاري ومسلم.
5- حديث عوف بن مالك الأشجعي قال: قال رسول الله: (أتدرون ما خيرني ربي الليلة، قلنا: الله ورسوله أعلم، قال: فإنه خيرني بين أن يدخل نصف أمتي الجنة، وبين الشفاعة فاخترت الشفاعة، قلنا يا رسول الله ادع الله أن يجعلنا من أهلها، قال: هي لكل مسلم) رواه ابن ماجة وصححه الألباني.

## وصلات خارجية
- موقع الدرر السنية-الموسوعة العقدية-المبحث الثالث: أنواع الشفاعة: (الشفاعة المثبتة والشفاعة المنفية)
- إسلام ويب-مركز الفتوى-أنواع الشفاعة في الآخرة
- موقع طريق الإسلام-سؤال: ما هي الشفاعة؟ وما هي أقسامها؟-محمد بن صالح العثيمين